# 湯姆·派瑞羅
湯姆·派瑞羅（Tom Perriello；1974年10月9日—）是美國的一位律師和政治人物。在2009年至2011年，他曾經擔任維吉尼亞州第5選區的眾議院議員。他的黨籍是民主黨。他畢業於耶魯大學。